# 珍珠门遗址
珍珠门遗址，位于山东省烟台市长岛县北长山岛九丈崖公园，是中华人民共和国山东省文物保护单位之一。
2006年12月7日，授予山东省文物保护单位，是一座古遗址。